# Нильссон, Антон
Антон Нильссон (швед. Anton Nilsson; род. 26 февраля 2004, Поарп, Сконе) — шведский футболист, нападающий клуба «Хельсингборг».

## Клубная карьера
На молодёжном уровне выступал за «Хельсингборг». В нём дорос до основной команды. 11 июля 2022 года впервые попал в официальную заявку основной команды на матч чемпионата Швеции с «Юргорденом». На 66-й минуте встречи он вышел на поле вместо Денниса Ульссона.

## Карьера в сборной
Выступал за юношеские сборные Швеции различных возрастов. 7 октября 2021 года на товарищеском турнире в Австрии дебютировал за сборную до 19 лет в матче против хозяев. Нильссон вышел в стартовом составе и на 43-й минуте забил единственный мяч своей команды.

## Клубная статистика
| Выступление      | Выступление      | Выступление      | Лига | Лига | Кубки | Кубки | Конт. кубки | Конт. кубки | Итого | Итого |
| Клуб             | Лига             | Сезон            | Игры | Голы | Игры  | Голы  | Игры        | Голы        | Игры  | Голы  |
| ---------------- | ---------------- | ---------------- | ---- | ---- | ----- | ----- | ----------- | ----------- | ----- | ----- |
| Хельсингборг     | Алльсвенскан     | 2022             | 2    | 0    | 0     | 0     | 0           | 0           | 2     | 0     |
| Хельсингборг     | Итого            | Итого            | 2    | 0    | 0     | 0     | 0           | 0           | 2     | 0     |
| Всего за карьеру | Всего за карьеру | Всего за карьеру | 2    | 0    | 0     | 0     | 0           | 0           | 2     | 0     |